# Liste der Monuments historiques in Montreuil-Juigné
Die Liste der Monuments historiques in Montreuil-Juigné führt die Monuments historiques in der französischen Gemeinde Montreuil-Juigné auf.

## Liste der Bauwerke
| Bezeichnung               | Beschreibung | Standort | Kennzeichnung | Schutzstatus | Datum | Bild |
| ------------------------- | --- | -------- | ------------- | ------------ | ----- | ---- |
| Château de la Thibaudière | Vierseitiger Wirtschaftshof im anglo-normannischen Stil, erbaut in der Mitte des 19. Jahrhunderts; zugehörig der Küchengarten | (Lage)   | PA49000048    | Inscrit      | 2005  |      |

## Liste der Objekte
- Monuments historiques (Objekte) in Montreuil-Juigné in der Base Palissy des französischen Kultusministeriums